# Nordestina
Nordestina este un oraș în statul Bahia (BA) din Brazilia.